# كورجون موكسوني
كورجون موكسوني (الاسم العلمي:Coregonus muksun) (بالإنجليزية: Muksun)‏ هو نوع من الأسماك يتبع جنس الكورجون من فصيلة سمك السلمون.